# Свети Архангели Митрополитски
„Свети Архангели Митрополитски“ (на гръцки: Ταξιάρχης Μητροπόλεως, Таксиархис Митрополеос) е средновековна православна църква в град Костур (Кастория), Егейска Македония, Гърция.

## Местоположение
Църквата е разположена близо до Митрополията и гледа към южната част на града.

## История
Църквата е една от най-старите в Костур и датира от IX век според запазените стенописи и според ктиторския надпис отвътре на западната стена.
В 1924 година църквата е обявена за паметник на културата.

## Архитектура
Храмът е малка трикорабна базилика с по-висок среден кораб, нартекс и стенописи от външната западна и южна стена. За строежа са използвани архитектурни елементи от стар предхристиянски храм – колони, капители и прочее. Първоначалната зидария на запад и на северния кораб е паднала. Във вътрешността трите кораба са разделени с колони и арки. Външната зидария на църквата и керамичната украса са със същата логика като тази на другите средновековни църкви в града.

## Стенописи
Стенописите в църквата са от два периода. От най-ранния – X век, са запазени в конхите на северния и южния кораб и в притвора. Тези стенописи са в лошо състояние. Останалата част на наоса е изписана според надписа над входа на храма в 1359/1360 година при Симеон Урош Палеолог. От двете страни на входа на църквата са изписани архангелите Михаил (вдясно от входа) и Гавраил (вляво), на които е кръстена църквата. От двете страни на Архангел Михаил са изрисувани българският цар Михаил II Асен и неговата майка царица Ирина Комнина. Подобно на образите в Бачковската костница, образите на светците в наоса са изписани в рамки. Стенописите има особена изразителност и образите са богато изградени.
- Външни стенописи
- Портрет на Михаил II Асен
- Портрет на Ирина Комнина
- Архангел Михаил, Михаил II Асен и Ирина Комнина
- Цялата западна фасада

- Вътрешни стенописи
- Успение Богородично, 1359 – 1360 г.
- Свети Нестор
- Свети Прокопий
- Свети Теодор Тирон
- Свети Ипатий Богоносец